# Jenišovice u Chrudimi
Jenišovice (deutsch Jenschowitz, auch Genschowitz) ist eine Gemeinde im Okres Chrudim in Tschechien. Sie liegt am Fluss Novohradka und hat 431 Einwohner (Stand 28. August 2006).

## Geschichte
Das Dorf wurde 1088 als Janischowitz (Janišovice) erstmals erwähnt, als Vratislav II. den Ort dem Domkapitel der Heiligen Peter und Paul auf Vyšehrad schenkte. Die Schenkung wurde 1130 durch Soběslav I. bestätigt. Um 1350 wurde die hiesige gotische Kirche der Heiligsten Dreieinigkeit fertiggestellt. Die Pfarrei war dem Bistum Litomyšl angeschlossen.
Im 14. Jahrhundert ging das Dorf an die Burg Košumberk, die im Besitz des Adelsgeschlechts Slavata von Chlum und Koschumberg war, die es bis zum Ständeaufstand hielten. Nach der Niederschlagung der Revolte gehörte der Ort zum konfiszierten Vermögen des kurz davor verstorbenen Diwisch Lacembok. Wilhelm Slavata, im Gegensatz zu anderen Familienmitgliedern Katholik und böhmischer Staatsmann, kaufte den Ort wieder. Nach seinem Tod erbte seine zweijährige Tochter Johanna Barbara sein Vermögen, das im Jahr darauf, nach deren Tod an ihre Mutter Maria Maximilana Eva fiel. Sie und ihre Tochter Franziska Theresie waren der Weltanschauung der Jesuiten zugeneigt, die 1690 den Ort erbten.
Nach der Auflösung des Ordens verwaltete zunächst der Kirchliche Fonds deren Vermögen. 1807 wurde Jenschowitz an den belgischen Adeligen Leopold de Laing versteigert, zwanzig Jahre später erwarb Karl Maximilian Graf von Thurn und Taxis die Ländereien, dessen Erben den Ort bis 1922 behielten.

## Gemeindegliederung
Die Gemeinde Jenišovice besteht aus den fünf Ortsteilen Jenišovice, Martinice, Zalažany, Štěnec, und Mravín.

## Sehenswürdigkeiten
- Kirche der Heiligsten Dreieinigkeit (Nejsvětější Trojice), gebaut vor 1350